# Regulacja wód Jury

Sytuacja hydrologiczna regionu przed korektą.

Sytuacja hydrologiczna regionu przed korektą w czasie powodzi. Trzy jeziora oznaczono kolorem ciemnoniebieskim, strefę zalań - jasnoniebieskim.

Sytuacja hydrologiczna regionu obecnie. Kolorem czerwonym zaznaczono kanały:
1 : Kanał Thielle
2 : Kanał Broye
3 : Kanał Hagneck
4 : Kanał Nidau-Büren
Sieć głównych kanałów odwadniających oznaczono kolorem ciemnoniebieskim.

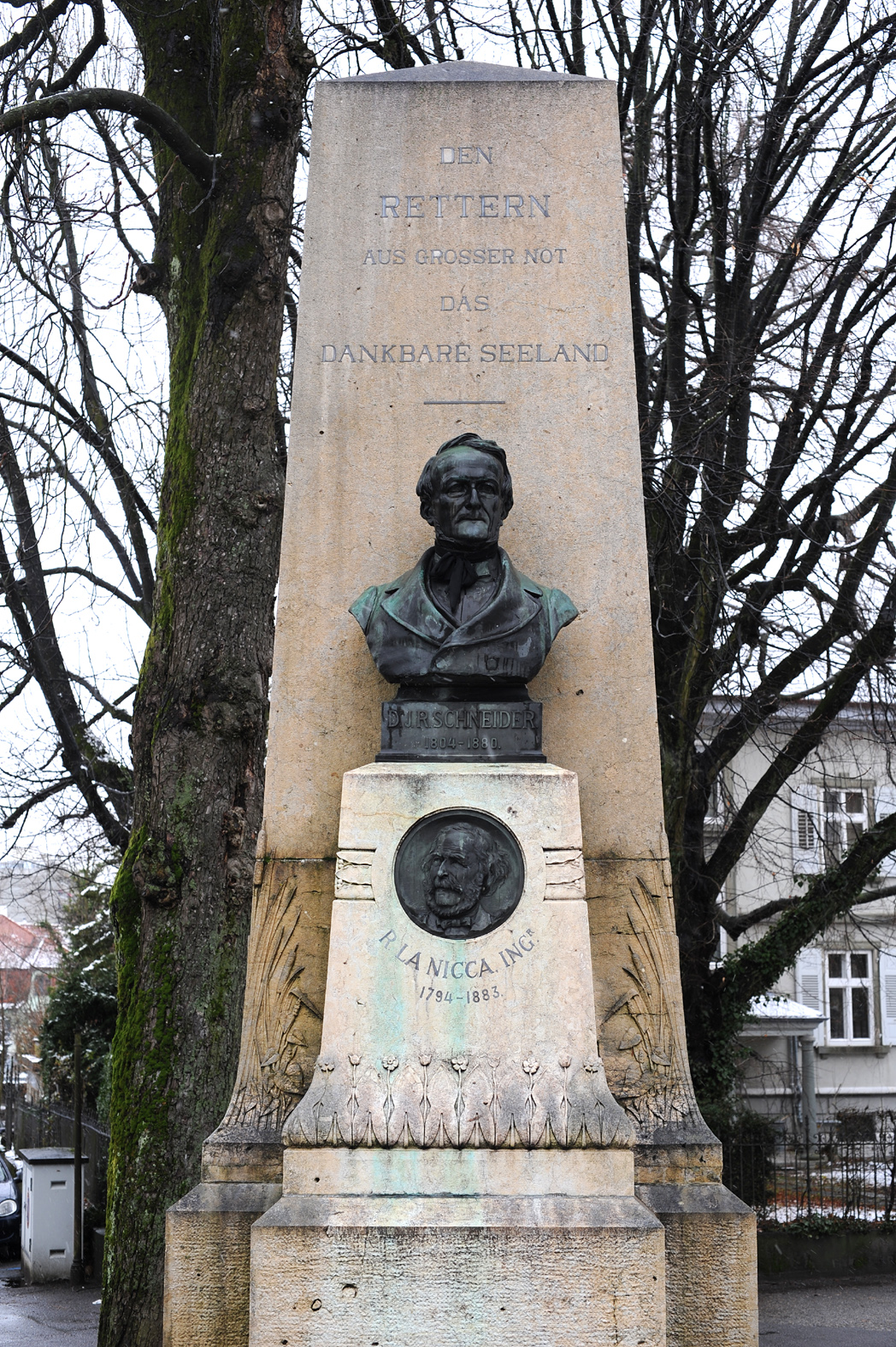
Pomnik upamiętniający J. R. Schneidera i R. La Nicca w Nidau.

Regulacja wód Jury (niem. Juragewässerkorrektion, fr. Correction des eaux du Jura; w skrócie: CEJ) – ogólna nazwa dla wielkiego przedsięwzięcia hydrotechnicznego, realizowanego w Szwajcarii od połowy XIX w. w rejonie „Trzech jezior” (Neuchâtel, Morat i Bienne) na Wyżynie Szwajcarskiej, zwanym Seeland. Działania te obejmowały rozległe prace melioracyjne, odmulanie, czyszczenie, prostowanie i zmianę kierunku cieków wodnych oraz budowę szeregu dzieł hydrotechnicznych, w tym czterech kanałów głównych (Kanał Nidau-Büren, Kanał Thielle, Kanał Hagneck i Kanał Broye) oraz dziesiątków kilometrów kanałów melioracyjnych. Prace przebiegały w kilku fazach w XIX i XX wieku na terenach kantonów Vaud, Fryburg, Neuchâtel, Solura i Berno.

## Historia
W latach 1831 i 1832 miały miejsce dwa wielkie wylewy rzeki Aare, które spustoszyły okolice Nidau. Już w następnym roku (1833) na prośbę komitetu obywatelskiego z Nidau, działającego pod kierunkiem miejscowego lekarza Johanna R. Schneidera władze kantonu Berno zleciły Janowi P. Lelewelowi, wówczas dyrektorowi kantonalnego Biura Technicznego, opracowanie projektu regulacji stosunków wodnych i osuszenia podmokłych terenów regionu Seelandu. Przy pomocy kilku polskich pomocników Lelewel rozpoczął w maju 1834 r. rozległe badania terenowe i pomiary, których wynikiem był projekt opatrzony 18 planami i uzupełniony szacunkowym kosztorysem inwestycji. Już 19 października 1834 r. przedstawiciele 60 gmin z czterech zainteresowanych kantonów ocenili i przyjęli przedstawione plany. Zanim jednak doszło do powołania stosownego towarzystwa akcyjnego, swe plany (w wielu punktach zbieżne z propozycjami Lelewela) przedłożył główny inżynier Gryzonii, Richard La Nicca i w końcu to on w 1840 r. objął kierownictwo projektu.
La Nicca swój finalny projekt przedstawił w 1852 r., lecz jego realizację rozpoczęto dopiero w roku 1868. Główne prace związane z tzw. pierwszą korektą wód Jury trwały do roku 1878, a szereg działań było prowadzonych jeszcze do roku 1891. Obniżyła ona poziom wód w połączonych jeziorach o 2,5 – 2,7 m, co wymusiło m. in przebudowę całej infrastruktury żeglugowej (przystanie, szlaki żeglowne), a nawet wycofanie z użytkowania jednostek o zbyt dużym zanurzeniu. W latach 1936–1939 została wybudowana zapora wodna w Port, regulująca poziom „Trzech jezior” i przepływ rzeki Aare. Tzw. druga korekta, którą kierował Robert Müller, miała miejsce w latach 1962-1973. Objęła ona pogłębienie i poszerzenie czterech głównych kanałów oraz budowę nowego jazu regulacyjnego na rzece Aare w kantonie Solura – zapory Flumenthal. W tym czasie zainteresowane kantony przyjęły również tzw. Statut Murgenthal, który stanowi, że w celu ograniczenia ryzyka powodzi przepływ Aare na stacji pomiarowej Murgenthal, położonej poniżej ujścia rzeki Emme do Aare, nie może przekraczać 850 m³/s.

## Skutki
Korekta pomogła w uregulowaniu hydrologii regionu „Trzech jezior”. Ograniczyła ryzyko powodzi, a w szczególności chroni region przed powodziami spowodowanymi wezbraniami rzeki Aare. Dzięki osuszeniu rozległych obszarów Równiny Orbe między tymi jeziorami, zajętych pierwotnie przez moczary i torfowiska (niem. Grosses Moos), często zalewane, uwolniła duże areały ziemi (ok. 50 km²) na cele uprawne i umożliwiła korektę sieci drogowej.
Korekta, dzięki znacznemu obniżeniu poziomu wód, ułatwiła też m.in. dostęp do pozostałości prehistorycznych palafitów w tym regionie, co doprowadziło do licznych odkryć archeologicznych. Stworzyło to również okazję do ponownego zainteresowania stanowiskiem archeologicznym La Tène w miejscowości La Tène, które dało nazwę drugiemu okresowi epoki żelaza – lateńskiemu.
Pomimo prowadzenia do chwili obecnej różnych prac regulacyjnych na wielu ciekach i zbiornikach wodnych, zwłaszcza na Renie, korekta wód Jury pozostaje największym przedsięwzięciem w zakresie gospodarki wodnej, jakie kiedykolwiek przeprowadzono w Szwajcarii.